# Lansden Company
Lansden Company war ein US-amerikanischer Hersteller von Automobilen.

## Unternehmensgeschichte
John M. Lansden und William M. Little hatten bereits 1901 die Birmingham Electric Manufacturing Company in Birmingham in Alabama gegründet. Sie wollten Elektroautos herstellen und haben möglicherweise keines, möglicherweise zwei Prototypen hergestellt.
1904 gründeten sie das neue Unternehmen in Newark in New Jersey. Hauptsächlich stellten sie Nutzfahrzeuge her. 1906 kamen Personenkraftwagen dazu. Der Markenname lautete Lansden. Ab 1908 waren die Pkw nur noch auf Bestellung lieferbar. 1910 endete die Pkw-Produktion. Lansden verließ 1911 das Unternehmen. Lastkraftwagen entstanden noch bis 1928.

## Pkw
Alle Fahrzeuge waren Elektroautos. 1906 war ein Modell der Type 40-CC. Die Limousine hatte 224 cm Radstand. Daneben gab es den Type 56 Electrette. Das Fahrgestell hatte 229 cm Radstand. Der Aufbau war ein Runabout.
Zwischen 1907 und 1908 gab es vier Modelle. Type 38 C war ein Tourenwagen mit 231 cm Radstand. Type 98 CC war eine Limousine mit 274 cm. Außerdem blieben die beiden Vorjahresmodelle im Angebot.

## Modellübersicht
| Jahr      | Modell             | Radstand (cm) | Aufbau      |
| --------- | ------------------ | ------------- | ----------- |
| 1906      | Type 40-CC         | 224           | Limousine   |
| 1906      | Type 56 Electrette | 229           | Runabout    |
| 1907–1908 | Type 38 C          | 231           | Tourenwagen |
| 1907–1908 | Type 40-CC         | 224           | Limousine   |
| 1907–1908 | Type 56 Electrette | 229           | Runabout    |
| 1907–1908 | Type 98 CC         | 274           | Limousine   |